# Mord im Orient-Express (2010)
Mord im Orient-Express (Originaltitel: Murder on the Orient Express) ist eine Langfolge aus der zwölften Staffel der britischen Fernsehserie Agatha Christie’s Poirot aus dem Jahr 2010 von Philip Martin. Es handelt sich um eine weitere Verfilmung des gleichnamigen Romans von Agatha Christie aus dem Jahr 1934. 
Der Film wurde in Malta, London und Peterborough gedreht. Die Außenaufnahmen entstanden an der Nene Valley Railway. Die Erstausstrahlung erfolgte am 11. Juli 2010 in den USA. In Deutschland erschien der Film im März 2014 neben drei weiteren Langepisoden in der Poirot Collection 11. Der Film wurde eigens für die DVD-Veröffentlichung synchronisiert.

## Handlung
Hercule Poirot ist im Orient-Express unterwegs, als dieser im Schnee stecken bleibt. Wenig später wird die Leiche eines Reisenden aufgefunden. Er wurde mit unzähligen, verschiedenen Messerstichen umgebracht. Da der Zug mitten im Nirgendwo steht, muss der Mörder noch an Bord sein. Im Verlauf der Handlung deckt Poirot auch die wahre Identität des Ermordeten auf.

## Kritiken
Brittv meint, dass diese Verfilmung reduzierter, düsterer und realistischer sei als die gleichnamige Verfilmung mit Albert Finney. Toll sei, dass auch die starke innere Zerrissenheit des Detektivs in dem Fall gezeigt werden würde.
Tim Oglethorpe von Daily Mail beschreibt den Film als spannend, düster und überraschend blutig.

## Belege
1. ↑   Freigabebescheinigung für Mord im Orient-Express. Freiwillige Selbstkontrolle der Filmwirtschaft, Januar 2014 (PDF; Prüfnummer: 142 971 V).
2. ↑  Poirot: Da liegt ein toter Mann hinter meinem Sofa
3. ↑  Poirot's Orient distress: Thought Poirot was just a moustache twirling comic turn? The new version of Murder On The Orient Express is tense, gritty and surprisingly blood-soaked